# Филип Лафос
Филип-Етјен Лафос (1738 - јун 1820) је био француски војни ветеринар.

## Биографија
Рођен је у Паризу. Један је од најистакнутијих практичних ветеринара из генерације коњара која је до краја 18. века у Европи била носилац узгоја, неге и лечења коња. До избијања Револуције (1789), био је шеф ветеринара корпуса карабинијера, а од 1791-3 ветеринарски инспектор ремонта коњице. Аутор је многих дела из хипологије. 